# Прокопчик, Анатолий Павлович
Анато́лий Па́влович Проко́пчик (1923—1943) — советский военный. Участник Великой Отечественной войны. Герой Советского Союза (1943, посмертно). Младший лейтенант.

## Биография
Анатолий Павлович Прокопчик родился в 1923 году в деревне Новоалександровка Мариинского уезда Томской губернии РСФСР СССР (на территории современного Чебулинского района Кемеровской области Российской Федерации) в крестьянской семье. Русский. Рано потеряв родителей, до восьми лет воспитывался в детском доме. В 1931 году его взяла на воспитание Т. О. Тихонова из села Малое Озеро Саралинского района Хакасской автономной области Восточно-Сибирского края. Здесь А. П. Прокопчик окончил семилетнюю школу. До призыва на военную службу работал трактористом в совхозе.
В ряды Рабоче-крестьянской Красной Армии А. П. Прокопчик был призван Саралинским районным военкоматом 13 декабря 1941 года. Окончил курсы младших лейтенантов в Абакане, после чего получил назначение в 309-ю стрелковую дивизию, в составе которой убыл на фронт. В боях с немецко-фашистскими захватчиками младший лейтенант А. П. Прокопчик с июля 1942 года на Воронежском фронте в должности командира миномётного взвода 957-го стрелкового полка 309-й стрелковой дивизии 6-й армии. Боевое крещение принял в ходе Воронежско-Ворошиловградской операции в боях на восточной окраине города Лиски. Затем до конца 1942 года участвовал в позиционных боях на Дону.
В декабре 1942 года 309-я стрелковая дивизия была передана 40-й армии. Зимой — весной 1943 года А. П. Прокопчик принимал участие в Острогожско-Россошанской, Воронежско-Касторненской и Харьковской наступательной операциях, в составе своего подразделения освобождал города Острогожск, Богодухов, Харьков и Белгород. В ходе немецкого контрнаступления под Харьковом 309-я стрелковая дивизия отступила в Ракитянский район Белгородской области и заняла оборонительные позиции у посёлка Пролетарский, которые удерживала до лета 1943 года. В июле-августе 1943 года Анатолий Павлович участвовал в оборонительной фазе сражения на Курской дуге и Белгородско-Харьковской операции, освобождал город Лебедин. Особо отличился в Битве за Днепр.
После разгрома немецко-фашистских войск на Курской дуге советские войска практически без паузы приступили к освобождению Левобережной Украины. В ходе Сумско-Прилукской операции Битвы за Днепр миномётный взвод младшего лейтенанта А. П. Прокопчика находился непосредственно в боевых порядках наступающей пехоты и эффективным огнём обеспечивал продвижение вперёд 3-го стрелкового батальона 957-го стрелкового полка. В бою у хутора Подолки Липоводолинского района Сумской области 6 сентября 1943 года миномётчики Прокопчика точным огнём сорвали 3 контратаки противника. На пути к городу Лохвица 9 сентября 1943 года миномётный взвод младшего лейтенанта Прокопчика, выдвинувшись на открытую позицию, открыл ураганный огонь по контратакующей немецкой пехоте, уничтожив до 50 солдат и офицеров вермахта, а остальных обратив в бегство. В результате 3-й стрелковый батальон беспрепятственно продвинулся на 20 километров. После освобождения Лохвицы и Пирятина 309-я стрелковая дивизия, практически не встречая сопротивления, ускоренными темпами устремилась к Днепру и 21 сентября 1943 года передовыми отрядами вышла на левый берег реки западнее города Переяслава. В ночь на 24 сентября 1943 года в составе штурмового батальона 957-го стрелкового полка в числе первых форсировал Днепр у села Балыко-Щучинка миномётный взвод младшего лейтенанта А. П. Прокопчика. В бою за населённый пункт Балыко-Щучинка Анатолий Павлович со своим взводом пробрался в тыл противника и открыл ураганный миномётный огонь по его позициям, вызвав панику в рядах врага. В результате село было освобождено с минимальными потерями. Умело поддерживая наступление пехоты огнём миномётов, бойцы Прокопчика способствовали закреплению плацдарма на правом берегу Днепра, на который в дальнейшем переправились основные силы полка. В течение четырёх суток боёв на плацдарме младший лейтенант А. П. Прокопчик со своим взводом отразил 18 контратак неприятеля. Заменяя выбывающих из строя подчинённых, Анатолий Павлович выполнял обязанности и заряжающего, и наводчика, лично вёл огонь по вражеской пехоте, уничтожив до 40 солдат и офицеров противника. 28 сентября 1943 года он был тяжело ранен в живот и через несколько часов скончался. Похоронен в братской могиле советских воинов в селе Балыко-Щучинка Кагарлыкского района Киевской области Украины. Звание Героя Советского Союза младшему лейтенанту Прокопчику Анатолию Павловичу был присвоено указом Президиума Верховного Совета СССР от 23 октября 1943 года посмертно.

## Награды
- Медаль «Золотая Звезда» (23.10.1943, посмертно);
- орден Ленина (23.10.1943, посмертно);
- орден Красной Звезды (11.10.1943, посмертно).

## Память
- Именем Героя Советского Союза А. П. Прокопчика названа улица в посёлке Верх-Чебула, по адресу ул. А. Прокопчика, д. 30 установлена мемориальная доска

## Документы
- Общедоступный электронный банк документов «Подвиг Народа в Великой Отечественной войне 1941—1945 гг.» Дата обращения: 21 апреля 2013. Архивировано из оригинала 13 марта 2012 года.

Представление к званию Героя Советского Союза. Дата обращения: 21 апреля 2013. Архивировано 2 мая 2013 года.
Орден Красной Звезды (наградной лист и приказ о награждении). Дата обращения: 21 апреля 2013. Архивировано 2 мая 2013 года.
- Обобщенный банк данных «Мемориал». Дата обращения: 21 апреля 2013. Архивировано из оригинала 10 мая 2012 года.

ЦАМО, ф. 33, оп. 11458, д. 251.